# تيلينهو
تيلينهو (15 أكتوبر 1988 بمابوتو في موزمبيق - ) هو لاعب كرة قدم موزمبيقي في مركز الوسط. شارك مع منتخب موزمبيق لكرة القدم. أما مع النوادي، فقد لعب مع أياكس كيب تاون وليغا موكولمانا مابوتو ونافال وClube Ferroviário Pemba ‏.

## روابط خارجية
- تيلينهو على موقع قاعدة بيانات كرة القدم.إي يو (الإنجليزية)
- تيلينهو على موقع ناشيونال فوتبول تيمز (الإنجليزية)